# Windmöller & Hölscher
Die Windmöller & Hölscher SE & Co. KG (kurz: W&H) ist ein deutsches Maschinenbauunternehmen und international tätiger Anbieter von Maschinen zur Herstellung und Verarbeitung flexibler Verpackungen mit Sitz in Lengerich im Tecklenburger Land.
Das Familienunternehmen erwirtschaftet mehr als 90 % des Umsatzes im Ausland.

## Tätigkeitsgebiet

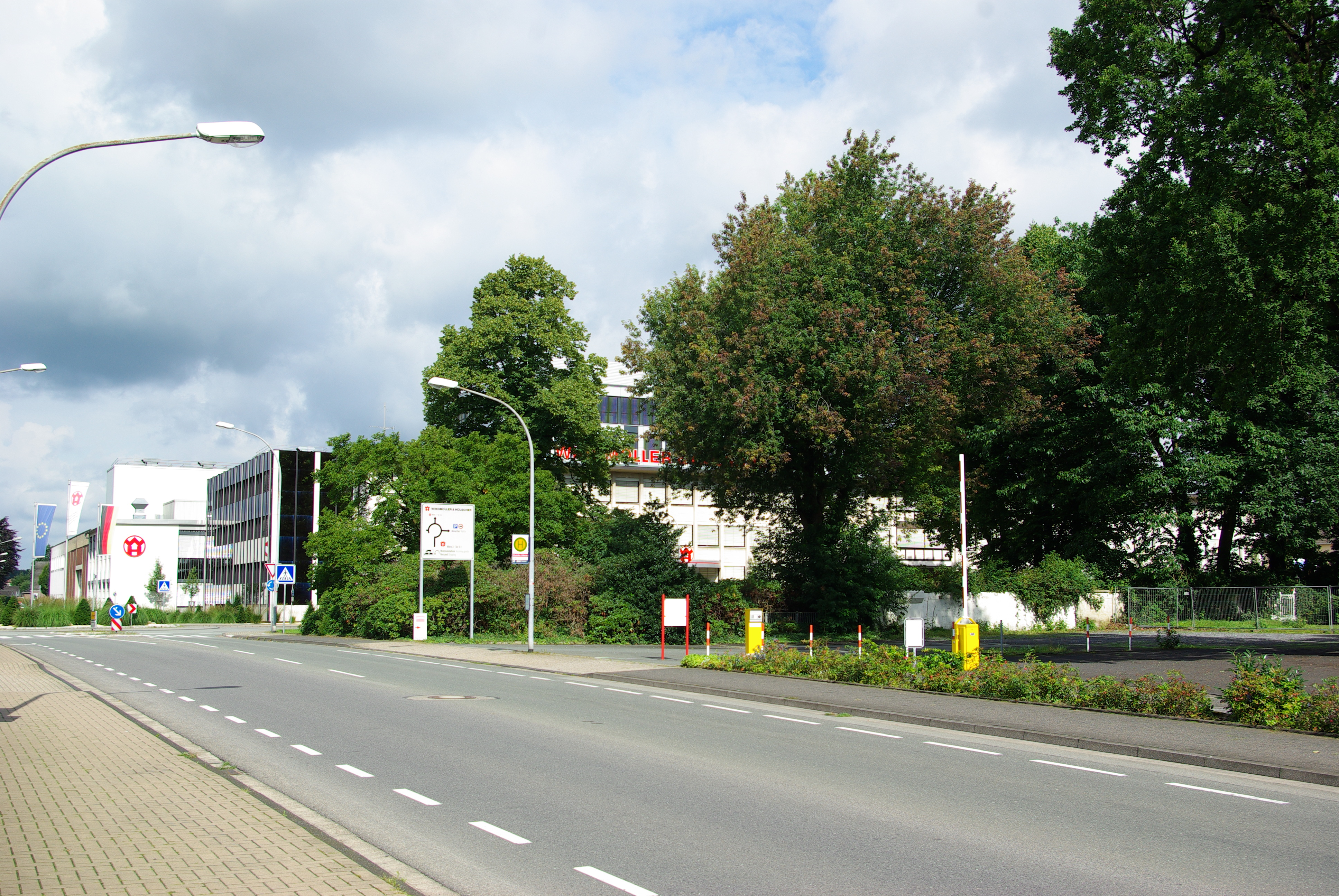
Windmöller & Hölscher Werk 1 in Lengerich

W&H beliefert weltweit Hersteller flexibler Verpackungen, für die Maschinen aus den drei Produktbereichen Extrusions-, Druck- und Verarbeitungsmaschinen entwickelt und produziert werden. Ein weiteres Kundensegment sind Hersteller bzw. Lohnabsacker von Massenschüttgütern, z. B. aus der Düngemittel-, Petrochemie oder Salzindustrie, die W&H-Absackanlagen betreiben.
Im Produktbereich Extrusionsmaschinen fertigt W&H Blas- und Gießfolienanlagen zur Verarbeitung thermoplastischer Kunststoffe zu Mono- und Mehrschichtfolien einschließlich der zugehörigen Wickelmaschinen.
Der Produktbereich Druckmaschinen konzentriert sich auf die Herstellung von Flexo- und Tiefdruckmaschinen. Ergänzt werden die Produkte dieses Bereichs durch Beschichtungs- und Kaschieraggregate bzw. -maschinen.
Im Produktbereich Verarbeitungsmaschinen geht es um Maschinen, die flexible Materialien, wie Papier, Folien, Gewebe aus Kunststoffbändchen oder Verbunde zu verwendungsfertigen Leergebinden weiterverarbeiten. Hierunter fallen Maschinen zur Herstellung genähter, geklebter und geschweißter Industriesäcke, z. B. Zement- und Baustoffsäcke. Teil des Produktprogramms sind darüber hinaus Absackmaschinen nach dem englisch Form-, Fill- & Seal- (FFS) Prozess.

## Geschichte
Das Unternehmen wurde 1869 von Gottfried Windmöller und Hermann Hölscher in Lengerich, Westfalen zum Zweck der Herstellung von Tüten und Apotheker-Falzkapseln aus Papier gegründet. 1877 entwickelten die Gründer eine erste Spitztütenmaschine, ein Jahr später begann man den kommerziellen Maschinenbau. Mit der Produktion von Papiersackmaschinen, die man 1927 aufnahm, begründete W&H die Marktführerschaft, die das Unternehmen in diesem Segment heute einnimmt. 1948 erweiterte man das Produktprogramm um Druckmaschinen, 1967 um Kunststoff-Verarbeitungsmaschinen. Heute liefert W&H nicht nur Einzelmaschinen, sondern auch integrierte Fertigungslinien sowie komplette Verpackungsmittelwerke.

## Ausbildung
Im Geschäftsjahr 2015 waren im Unternehmen 84 Auszubildende beschäftigt. Zum 1. Juli 2017 bündelte W&H alle Bildungsaktivitäten in der W&H Academy GmbH. Die 2004 gegründete Windmöller & Hölscher Ausbildungs GmbH ging vollständig in das neue Tochterunternehmen über. Die W&H Academy umfasst neben der Ausbildung die Bereiche Weiterbildung und Kundenschulung. Zudem agiert es als Arbeitnehmerüberlassung gegenüber W&H Kg und Tochterunternehmen.

## Tochterunternehmen
- Garant Maschinenhandel GmbH, Lengerich[4]
- Windmöller & Hölscher Machinery k.s. (seit 2017, vorher BSW Machinery), Prostějov, Tschechien bzw. Wiener Neudorf, Österreich[5]
- Exakt GmbH (seit dem 1. Januar 2014, vorher Reinhold Maschinen- und Gerätebau GmbH), Lengerich
- Windmöller & Hölscher Academy GmbH
- Windmöller & Hölscher Austria CEE GmbH & Co. KG, Wien, Österreich[6]
- AVENTUS GmbH & Co. KG, Joint Venture zusammen mit Haver & Boecker OHG.[7]